# 1965-ös vásárvárosok kupája-döntő
Az 1965-ös vásárvárosok kupája-döntő a VVK 7. döntője volt, melyet 1965. június 23-án játszott a Ferencváros és a Juventus. Ez a második olyan döntő volt, amely csak egy mérkőzésen dőlt el.
A döntőt a Ferencváros nyerte, a győztes gólt Fenyvesi Máté szerezte a 74. percben. A Ferencváros lett az első magyar csapat, amely európai klubkupát tudott nyerni.

## A mérkőzés
| 1965. június 23. 21:30 |

| Juventus FC | 0–1   | Ferencvárosi TC |
| ----------- | ----- | --------------- |
|             | (0–0) | Fenyvesi 74'    |

| Stadio Comunale, Torino Nézőszám: 40 000 Játékvezető: Gottfried Dienst (svájci) |

| JUVENTUS FC:      |   |                      |
|                   |   |                      |
| GK                | 1 | Roberto Anzolin      |
|                   | ' | Adolfo Gori          |
|                   | ' | Ernesto Càstano      |
|                   | ' | Benito Sarti         |
|                   | ' | Giancarlo Bercellino |
|                   | ' | Gianfranco Leoncini  |
|                   | ' | Gino Stacchini       |
|                   | ' | Luis del Sol         |
|                   | ' | Nestor Combin        |
|                   | ' | Bruno Mazzia         |
|                   | ' | Giampaolo Menichelli |
| Vezetőedző:       |   |                      |
| Heriberto Herrera |   |                      |

| FERENCVÁROSI TC: |   |                |
|                  |   |                |
| GK               | 1 | Géczi István   |
|                  | ' | Novák Dezső    |
|                  | ' | Horváth László |
|                  | ' | Juhász István  |
|                  | ' | Mátrai Sándor  |
|                  | ' | Orosz Pál      |
|                  | ' | Karába János   |
|                  | ' | Varga Zoltán   |
|                  | ' | Albert Flórián |
|                  | ' | Rákosi Gyula   |
|                  | ' | Fenyvesi Máté  |
| Vezetőedző:      |   |                |
| Mészáros József  |   |                |

| Az 1965-ös vásárvárosok kupája győztese |
| --------------------------------------- |
| Ferencvárosi TC 1. cím                  |

## Lásd még
- 1964–1965-ös vásárvárosok kupája

## Külső hivatkozások
- Az 1964–65-ös európai kupaszezon mérkőzéseinek adatai az rsssf.com (angolul)
- A Fradi dicső múltja, 63. rész – 1965